# Обмін (фільм, 2022)
«Обмін» — український військовий фільм режисера  Володимира Харченка-Куликовського

## Сюжет
Історії двох сімей, де дорослі чоловіки взяли до рук зброю, відтак схрестили свої долі.
Як віддати батьківський борг по той бік лінії фронту? Чому вбиватиме лікар і коли вірити ворогу? Чим війна на сході України не схожа на жодну іншу війну у світі? Це глибоко кінематографічний погляд на стосунки батьків та дорослих дітей в обставинах російського вторгнення в Україну.

## В ролях
- В'ячеслав Довженко — Олександр
- Єгор Козлов  — Костя
- Дмитро Лінартович  — Моцарт
- Андрій Олефиренко - Хантер
- Василь Баша  — Кок
- Ганна Адамович  — Сашка
- Остап Дзядек  — Синевир
- Олег Примогенов  — генерал
- Надія Левченко - Олена